# Blackberry Way
"Blackberry Way" is een single van de Britse band The Move uit 1968. Het nummer is geschreven door bandleider Roy Wood en geproduceerd door Jimmy Miller.

## Achtergronden
Het nummer is in barokpopstijl, waarmee afstand genomen werd van de psychedelische muziekstijl van eerdere nummers van de groep. 
De vaste The Move-zanger Carl Wayne weigerde in dit nummer mee te zingen, zodat alleen de zang van Wood hier te horen is. Richard Tandy, die later met Wood in Electric Light Orchestra zou spelen, speelde klavecimbel. 
Het is de laatste single van de groep waar gitarist Trevor Burton op te horen is.

## Hitnoteringen
Blackberry Way werd de meest succesvolle single van de band en bereikte in februari 1969 nummer 1 in de UK Singles Chart. In de Nederlandse Top 40 werd de vijftiende plek gehaald. Het nummer haalde ook de top 10 in Ierland, Noorwegen, Zweden, Denemarken en West-Duitsland.

### NPO Radio 2 Top 2000
| Nummer met noteringen in de NPO Radio 2 Top 2000 | '99  | '00  | '01  | '02  | '03  |
| ------------------------------------------------ | ---- | ---- | ---- | ---- | ---- |
| Blackberry Way                                   | 1905 | 1589 | 1857 | 1960 | 1999 |

1. ↑  Een vetgedrukt getal geeft de hoogste notering aan.
2. ↑  Deze tabel is bijgewerkt tot en met de laatste editie (2024).